# Ácido orgânico
Um ácido orgânico é um composto orgânico com propriedades ácidas. Eles são ácidos que resultam das actividades sintéticas de plantas e animais, distinto dos ácidos de decomposição. Geralmente ácidos fracos, solúveis em água e em solventes orgânicos e podem ser produzidos pela atividade metabólica de seres vivos.
Os ácidos orgânicos mais comuns são os ácidos carboxílicos, cuja acidez está associada ao seu grupo carboxilo-COOH.